# ماثيو ديفيدسون
ماثيو ديفيدسون (بالإنجليزية: Matthew Davidson)‏ هو عازف قيثارة أمريكي، ولد في 18 فبراير 1998.

## وصلات خارجية
- الموقع الرسمي